# CBS大樓
CBS大樓（CBS Building）是美國紐約市的一座建築，也是CBS公司的總部。CBS大樓位於第六大道上，竣工於1965年。大樓有38層，高490英尺（150）。因大樓外表由黑色花崗岩覆蓋，因此大樓又稱「黑岩」。NBC的總部GE大樓也位於CBS大樓的附近。